# Lobelia laxiflora
El Chilpanxochitl o Lobelia laxiflora es una especie de  Lobelia nativa de México.

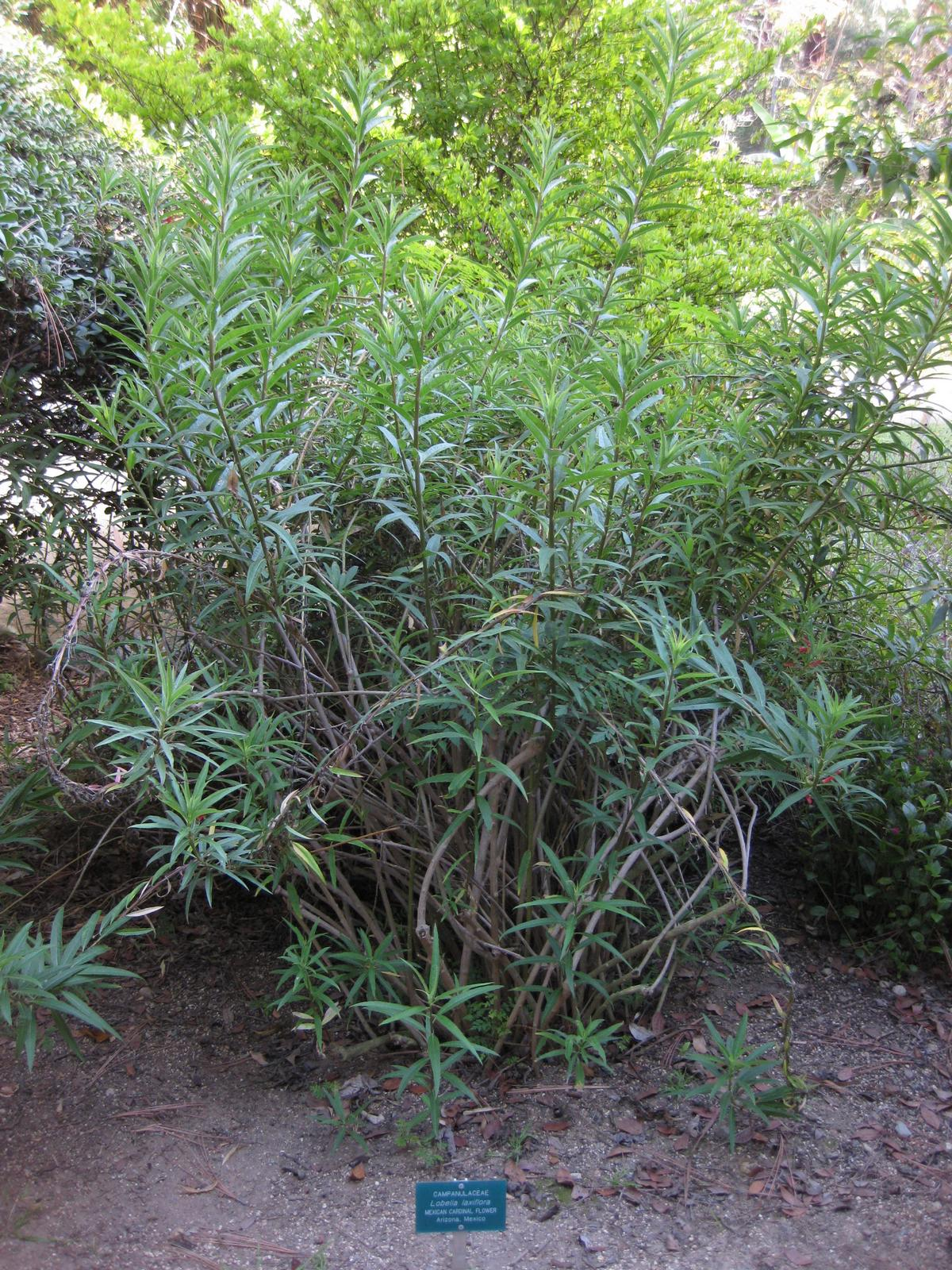
Vista de la planta

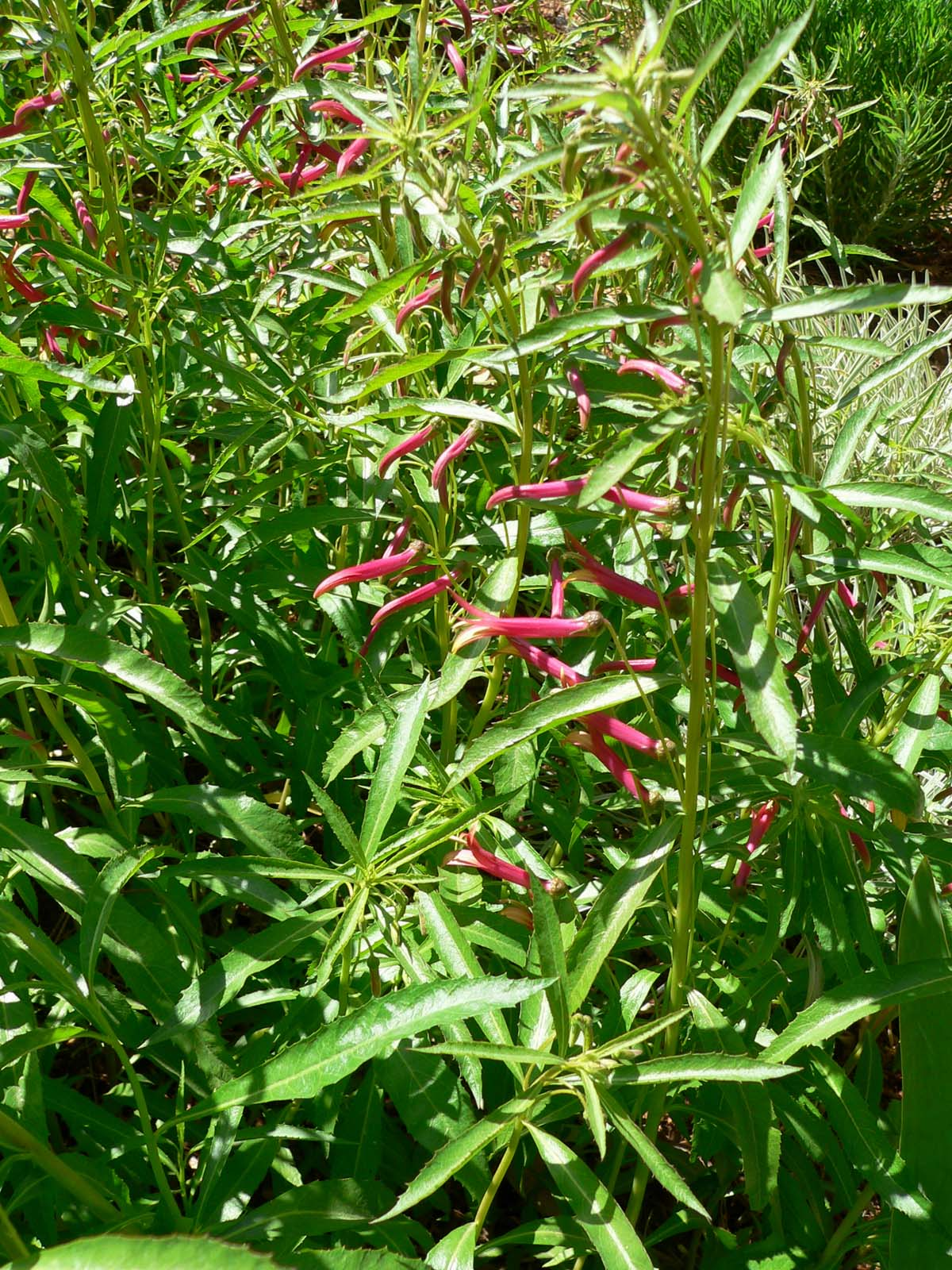
Vista de la planta con flores

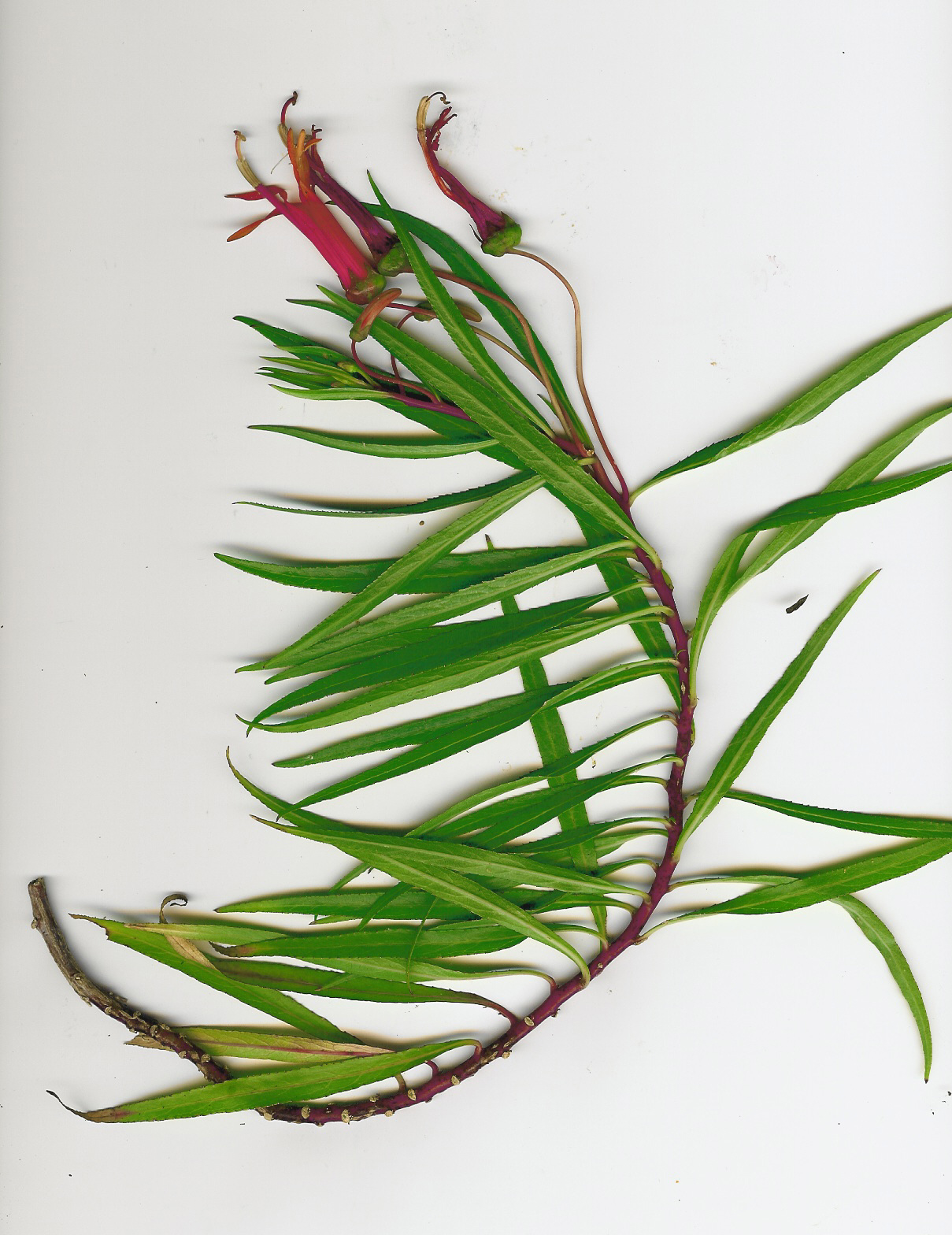
Rama con hojas y flores

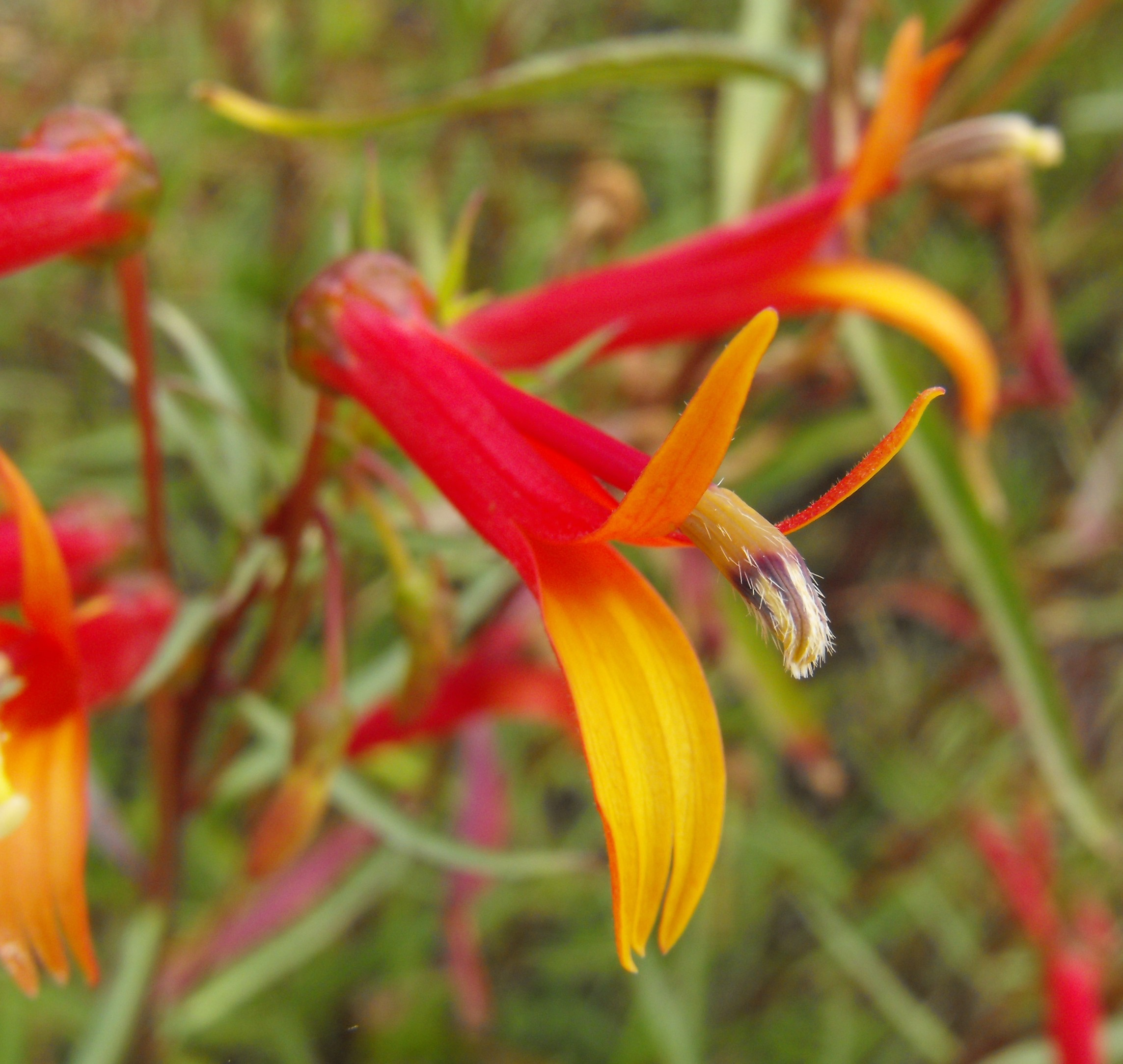
Detalle de la flor

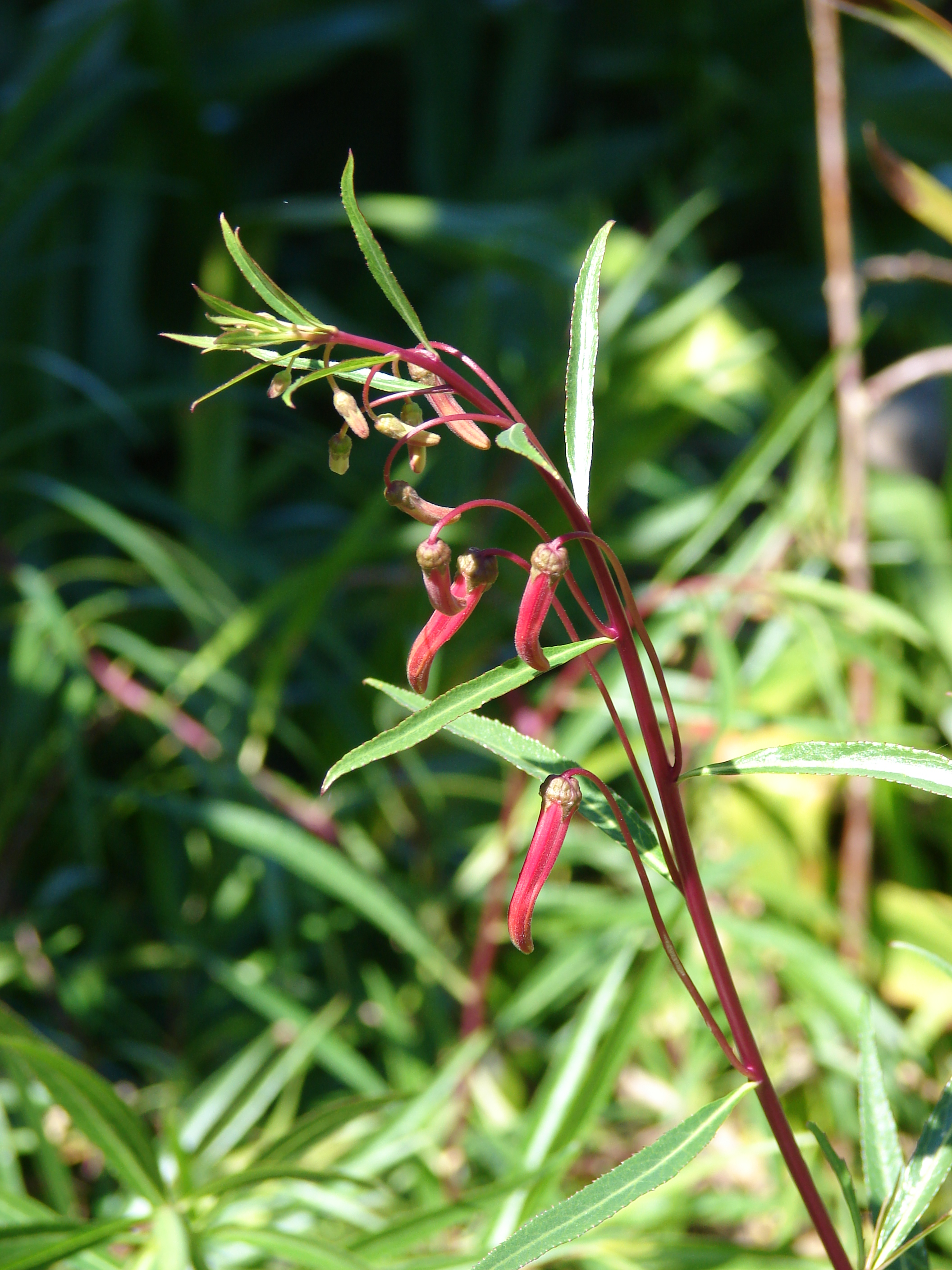
Inflorescencia

## Descripción
Es una planta herbácea que mide entre uno y 1.5 m de altura; las hojas son alargadas, angostas y puntiagudas en ambos extremos. Sus flores son rojas, rosas, naranjas y amarillo. Los frutos al secarse se abren.

## Distribución y hábitat
Originaria de México. Habita en clima templado entre los 1000 y los 2660 metros, asociada a terrenos de cultivo de riego y temporal, además de matorral xerófilo, bosque mesófilo de montaña, bosques de encino, de pino y mixto de pino-encino.

## Propiedades
Esta planta se emplea para aliviar el sasibimo en lengua otomí, granos que salen "por calor" o a causa de la picadura de algún animal, o ronchas que al rascarse pueden infectarse causando comezón y dolor; se prepara un cocimiento con la planta y con él se lava la zona afectada (Puebla). 
Además, se aconseja ingerir la infusión de la planta cuando se presenten los síntomas de rabia o se haya tenido contacto con algún animal que pueda tenerla.
Asimismo, se recomienda frotar con la planta fresca la parte del cuerpo afectada por la hiedra (Rhus radicans); aplicar el látex en los ojos para contrarrestar los males de los ojos; emplear la raíz contra asma, espasmo, parásitos y sífilis. 
Historia
En el siglo XVI, el Códice Florentino reporta: "para el que le sale sangre de la nariz, para la tos y el estómago inflado". En el mismo siglo, Francisco Hernández relata: "planta de naturaleza fría, hace evacuar a las fiebres cuartanas o tercianas, quita la inflamación de los pechos, aprovecha a los epilépticos por lo que suelen llamarla micaxíhuitl, o sea medicina de los muertos".
A principios del siglo XX, el Instituto Médico Nacional la señala como antitusígeno, emético e hipnótico. Posteriormente, Alfonso Herrera la menciona como antidisneica y expectorante; contra el asma, la tos y los catarros crónicos. Maximino Martínez, la acredita contra el asma, como depresor de la respiración a nivel central, emético, expectorante, narcótico y rubefaciente. Luis Cabrera la indica contra el asma, como catártico, emético, expectorante; contra neumonía, pleuresía y tos ferina. Finalmente, la Sociedad Farmacéutica de México repite la información tanto de Martínez como de Cabrera y agrega su uso para "regularizar la respiración".

## Taxonomía
Lobelia laxiflora fue descrita por Carl Sigismund Kunth y publicado en Nova Genera et Species Plantarum (quarto ed.) 3: 311. 1818[1819].
Etimología
Lobelia: nombre genérico que fue nombrado en honor del botánico belga Matthias de Lobel (1538-1616).
laxiflora: epíteto latino que significa "con flores laxas".
Sinonimia
- Dortmannia laxiflora (Kunth) Kuntze
- Lobelia floribunda Bonpl. ex A. DC.
- Lobelia persicaefolia var. warscewiczii (Regel) Vatke
- Rapuntium laxiflorum (Kunth) C.Presl
- Siphocampylus warscewiczii Regel
- Tupa laxiflora (Kunth) Planch. & Oerst.
- Tupa stricta Planch. & Oerst.[6][7]

Lobelia laxiflora subsp. angustifolia (A.DC.) Eakes & Lammers
- Lobelia angustifolia (A.DC.) Urbina
- Lobelia cavanillesii var. lutea F.Haage & F.Schmidt
- Lobelia dracunculoides Willd. ex Schult.
- Lobelia nelsonii var. fragilis B.L.Rob. & Fernald
- Lobelia persicifolia var. amygdalina Vatke
- Lobelia persicifolia var. angustifolia (A.DC.) Vatke
- Rapuntium kunthianum C.Presl

Lobelia laxiflora subsp. laxiflora
- Dortmannia amygdalina (Willd. ex Schult.) Kuntze
- Dortmannia concolor Kuntze
- Dortmannia haenkeana (C.Presl) Kuntze
- Lobelia amygdalina Willd. ex Schult.
- Lobelia andina Benth.
- Lobelia angulatodentata Hook. & Arn.
- Lobelia canescens C.Presl
- Lobelia cavanillesiana Schult.
- Lobelia cavanillesii Mart.
- Lobelia concolor M.Martens & Galeotti
- Lobelia costaricana (Planch. & Oerst.) E.Wimm.
- Lobelia costaricana var. magna E.Wimm.
- Lobelia delessertiana E.Wimm.
- Lobelia fissa Willd. ex Schult.
- Lobelia haenkeana (C.Presl) A.DC.
- Lobelia haenkeana var. panamensis E.Wimm.
- Lobelia loretensis M.E.Jones
- Lobelia nelsonii Fernald
- Lobelia ovalifolia Hook. & Arn.
- Lobelia patzquarensis Sessé & Moç.
- Lobelia persicifolia var. mollis Vatke
- Lobelia persicifolia var. warszewiczii (Regel) Vatke
- Lobelia prunifolia Humb. ex C.Presl
- Lobelia rensonii E.Wimm.
- Lobelia rigidula Kunth
- Rapuntium amygdalinum (Willd. ex Schult.) C.Presl
- Rapuntium cavanillesianum (Schult.) C.Presl
- Rapuntium haenkeanum C.Presl
- Rapuntium rigidulum (Kunth) C.Presl
- Siphocampylus bicolor D.Don
- Siphocampylus canescens (C.Presl) A.DC.
- Siphocampylus cavanillesii J.W.Loudon
- Siphocampylus mollis Regel
- Siphocampylus prunifolius (Humb. ex C.Presl) A.DC.
- Siphocampylus warszewiczii Regel
- Tupa bicolor (D.Don) Planch.
- Tupa costaricana Planch. & Oerst.
- Tupa costaricana var. patula Planch. & Oerst.
- Tupa costaricana var. stricta Planch. & Oerst.
- Tupa persicifolia G.Don

## Nombre común
Aretitos, calzón de don Juan, campanitas, contrahiedra, flor tocada, santa quiteria.